# Diprafenon
Diprafenon je antiaritmički beta adrenergički antagonist.